# Dàtil de mar
El dàtil de mar (Lithophaga lithophaga, gr. 'que menja pedra') és una espècie de mol·lusc bivalve de la família Mytilidae. Es troben al nord-est de l'oceà Atlàntic, el mar Mediterrani i el mar Roja. Fan forats a les roques marines anomenats gastrochaenolits.
Són comuns a la mar Adriàtica i als estats de Croàcia, Montenegro, Itàlia, Eslovènia, França, Grècia, i altres, i la seva recollida té limitacions legals aplicant la Convenció de Berna i la d'espècies amenaçades (CITES).
La conquilla és de color bru, gairebé cilíndrica, fins de 8,5 cm. El mètode d'extracció de les roques que es feia servir era amb dinamita amb grans danys al medi ambient. A França n'està prohibida la pesca des de 1992.
Tradicionalment s'ha considerat el consum de dàtils de mar una delicatessen i se serveixen amb vi blanc, all i julivert.